# NGC 5085
NGC 5085 est une galaxie spirale située dans la constellation de l'Hydre. Sa vitesse par rapport au fond diffus cosmologique est de 2 259 ± 21 km/s, ce qui correspond à une distance de Hubble de 33,3 ± 2,4 Mpc (∼109 millions d'al). NGC 5085 a été découverte par l'astronome germano-britannique William Herschel en 1789.
La classe de luminosité de NGC 5085 est III et elle présente une large raie HI.
À ce jour, huit mesures non basées sur le décalage vers le rouge (redshift) donnent une distance de 27,800 ± 9,791 Mpc (∼90,7 millions d'al), ce qui est à l'intérieur valeurs de la distance de Hubble. Notons cependant que c'est avec la valeur moyenne des mesures indépendantes, lorsqu'elles existent, que la base de données NASA/IPAC calcule le diamètre d'une galaxie et qu'en conséquence le diamètre de NGC 5085 pourrait être d'environ 48,5 kpc (∼158 000 al) si on utilisait la distance de Hubble pour le calculer.

## Morphologie
NGC 5085 a été utilisée par Gérard de Vaucouleurs comme une galaxie de type morphologique SA(rs)c dans son atlas des galaxies,.
Eskridge, Frogel et Pogge ont publié un article en 2002 décrivant la morphologie de 205 galaxies spirales ou lenticulaires rapprochées. Les observations ont été réalisées dans la bande H de l'infrarouge et dans la bande B (le bleu). Selon Eskridge et ses collègues, NGC 5085 est de type  Sc(r)II dans la bande B et de type Sc dans la bande H. NGC 5085 présente un petit bulbe brillant. Les isophotes du bulbe externe sont elliptiques, mais il n'y a aucune évidence d'une barre. Il s'agit d'une galaxie spirale de grand style à deux bras bien définis qui peuvent être tracés sur près de 360° avant de disparaître. Le bras qui émerge au sud-ouest du bulbe bifurque après environ 180°. Les deux bras présentent de nombreux noeuds d'étoiles et ce même assez loin du bulbe. 

## Groupe de NGC 5061
Selon A.M. Garcia, NGC 5085 fait partie du groupe de NGC 5061 qui comprend dix galaxies.
Ce même groupe est aussi mentionné dans un article publié en 2006 par Sengupta et Balasubramanyam. Leur liste comprend dix galaxies qui brillent toutes dans le domaine des rayons X. Cependant on n'y retrouve pas la galaxie NGC 5085 et cette liste ajoute la galaxie ESO 508-59. Un total d'au moins 11 galaxies feraient donc partie de ce groupe.